# Salal (région)
Le Salal est la région administrative la plus septentrionale du Somaliland. Le Salal a été créé[Quand ?] par le Somaliland en divisant la région d'Awdal dont il était la partie occidentale. Son chef-lieu est le port de Zeilah (Zeylac). Cette région est limitrophe de Djibouti et de l'Éthiopie.
La principale activité de ses habitants est la pêche, dont la production est vendue à Djibouti[réf. nécessaire].

## Actualité
Depuis 2009, s'est auto-proclamé un Awdalland (somali : Awdalland, arabe : أرض  أودال).

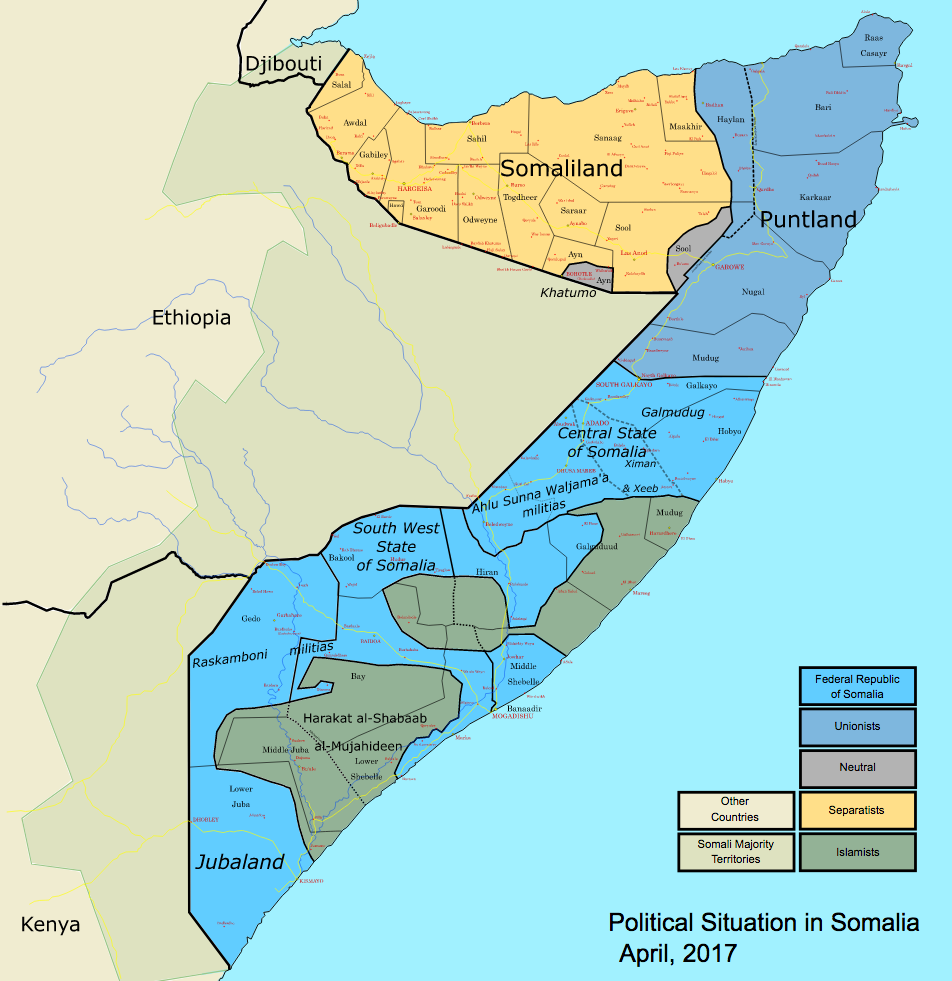
La Somalie au 20 mai 2011 : Salal est visible en haut à gauche.